# Преславська кругла церква
Кругла церква — унікальна середньовічна пам'ятка розташована у місті Великий Преслав, символ так званої золотої доби середньовічної болгарської культури, що символізує після прийняття християнства політичний та культурний розквіт Першої болгарської держави.

## Галерея

План церкви
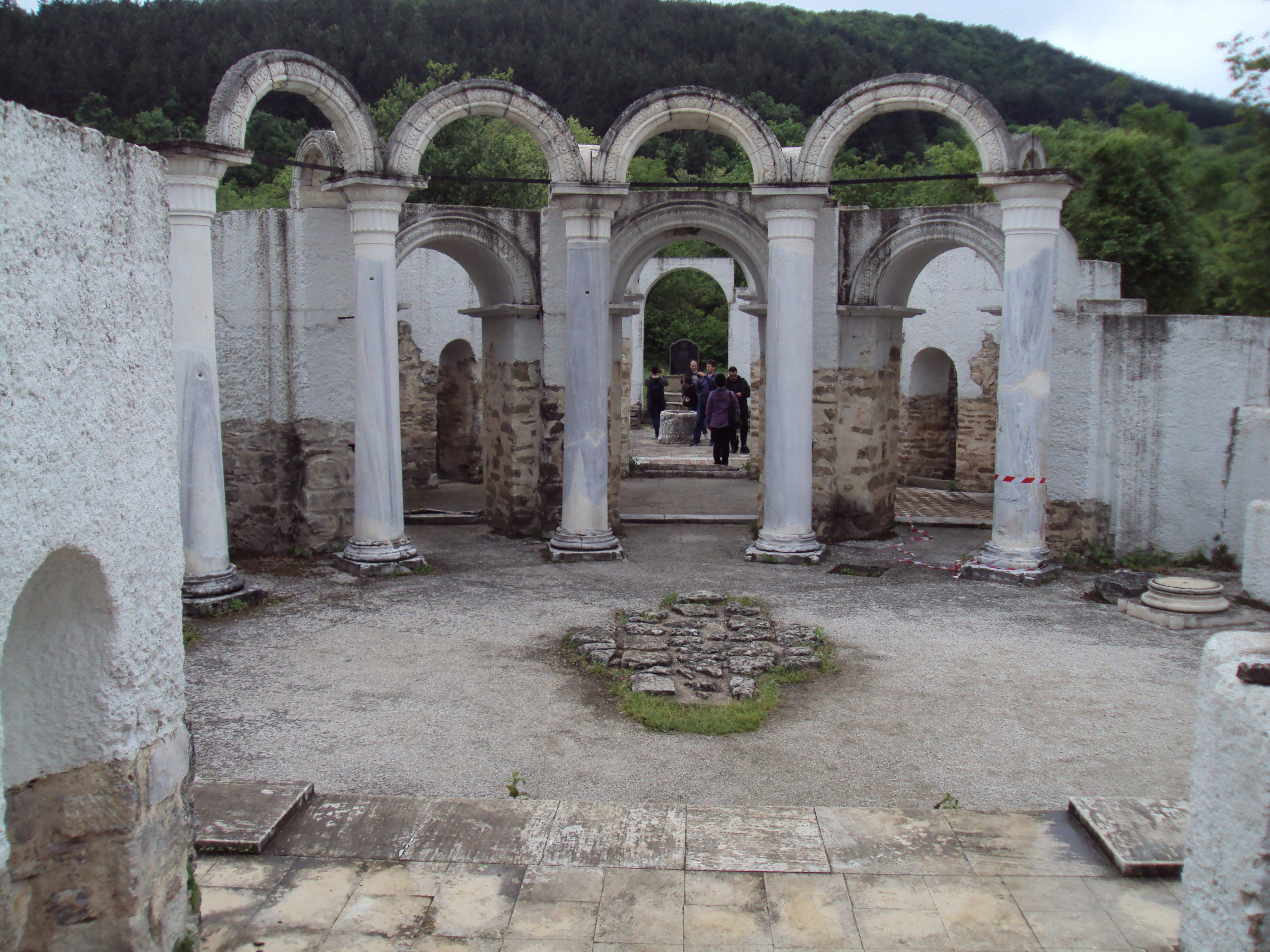
Кругла церква
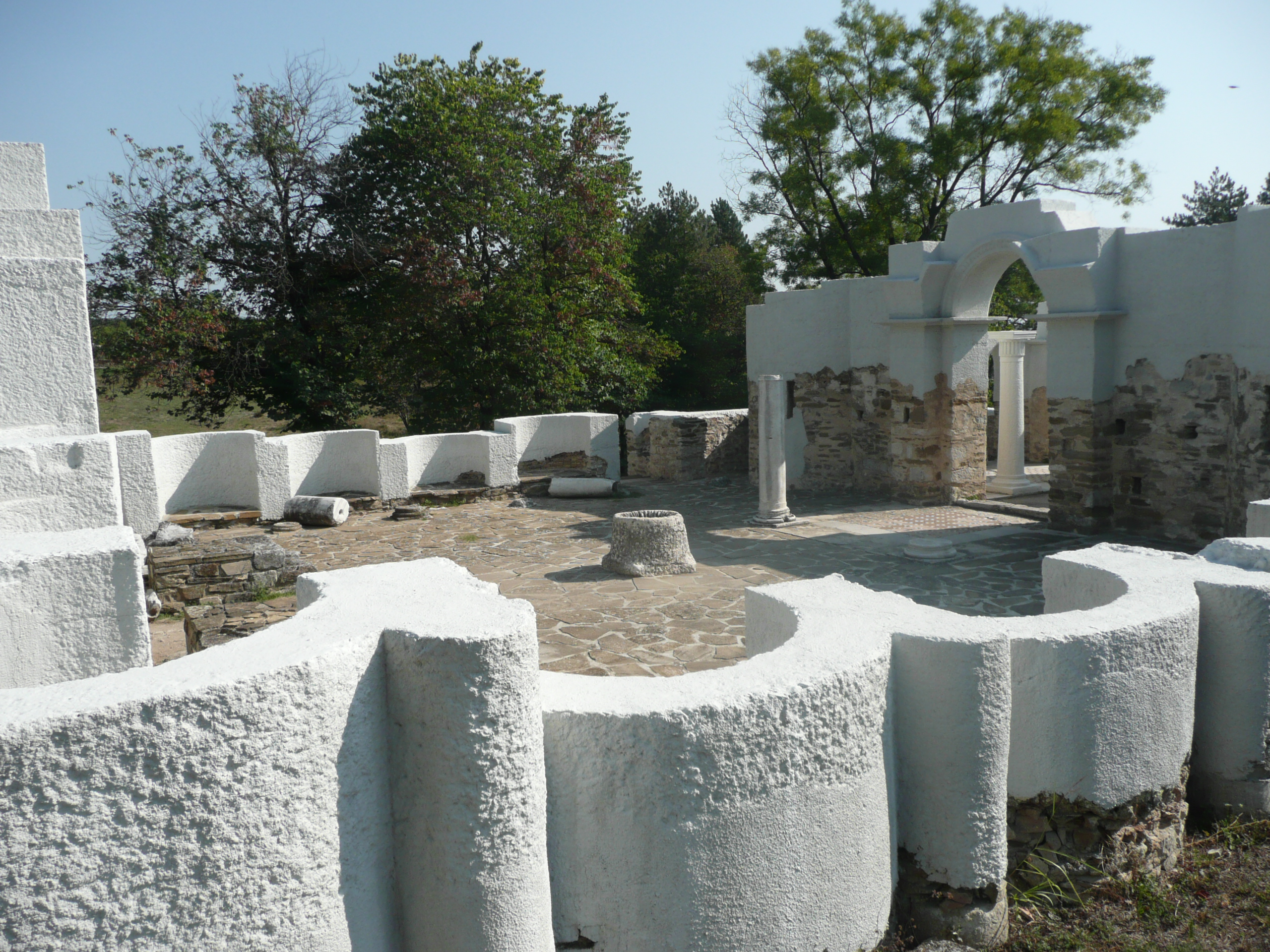
Південний бік атриума
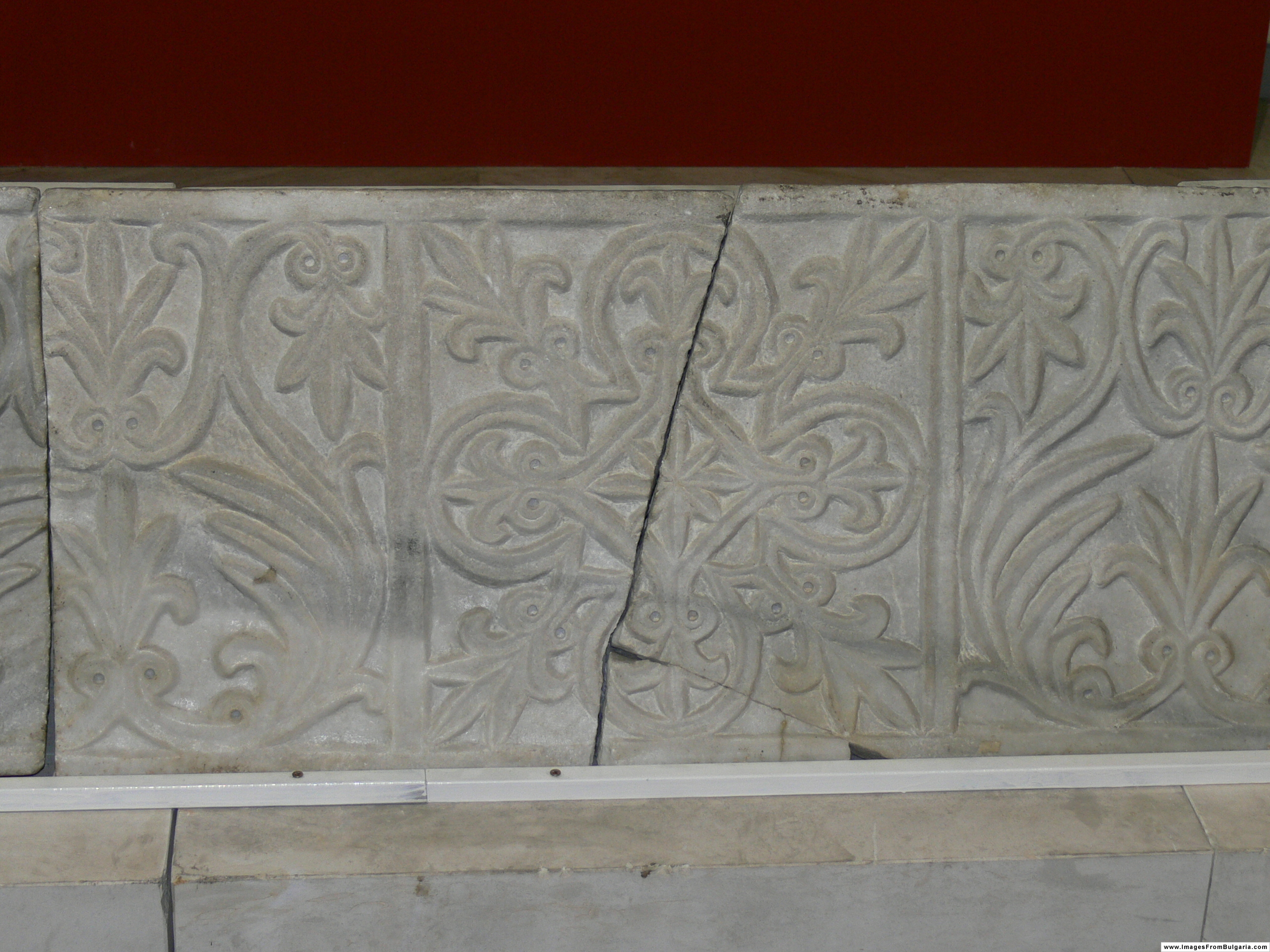
Частина мармурового оздоблення